# Pierre Emmanuel
Noël Mathieu, meglio conosciuto con lo pseudonimo Pierre Emmanuel (Gan, 3 maggio 1916 – Parigi, 22 settembre 1984), è stato un poeta francese.
Fu il terzo membro eletto ad occupare l'Académie française nel 1968, presidente di PEN International tra il 1969 e il 1971, presidente del PEN Club francese tra il 1973 e il 1976 e il primo presidente dell'Institut national de l'audiovisuel nel 1975.
Muore di cancro il 22 settembre 1984 all'età di 68 anni.

## Opere

### Poesie
- 1940: Elégies[3]
- 1941: Tombeau d'Orphée[3]
- 1942: Le Poète et son Christ[3]
- 1943: Jour de colère [4]
- 1943: Les dents serrées, pubblicato in L’Honneur des poètes antologia, Éditions de Minuit[5]
- 1943: La Colombe[3]
- 1944: Le Poète fou[3]
- 1944: Mémento des vivants[3]
- 1944: Sodome[3]
- 1945: Combats avec tes défenseurs[6]
- 1945: La liberté guide nos pas[3]
- 1947: Poésie, raison ardente[3]
- 1947: Qui est cet homme[3]
- 1949: Car enfin je vous aime[3]
- 1952: Babel[3]
- 1956: Visage Nuage[3]
- 1958: Versant de l'Âge[3]
- 1961: Evangéliaire[3]
- 1963: Le Goût de l'un[3]
- 1963: La Nouvelle Naissance[3]
- 1965: La Face Humaine[3]
- 1970: Jacob[3]
- 1973: Sophia[3]
- 1976: La Vie Terrestre[3]
- 1978: Tu[3]
- Le Livre de l'Homme et de la Femme, trilogia:[3]
  - 1978: Una ou la mort la vie[3]
  - 1979: Duel[3]
  - 1980: L’Autre [3]
- 1981: L'Arbre et le Vent[3]
- 1981: Le grand oeuvre, pubblicato poche settimane prima della sua morte[6]
- 1984: Le grand œuvre. Une cosmogonie

#### Postumi pubblicati
- 2001: Tombeau d'Orphée suivi de Hymnes orphiques, édition établie et préfacée par Anne-Sophie Andreu, Lausanne, L'Âge d'homme, coll. Amers, 2001.
- 2001: Œuvres poétiques complètes, Lausanne, L'Âge d'homme, 2001, t. I, 1940-1963.
- 2003: Œuvres poétiques complètes, Lausanne, L'Âge d'homme, 2003, t. II, 1970-1984.
- 2005: Lettres à Albert Béguin : correspondance 1941-1952 (A cura e annotato da Aude Preta-Beaufort). Lausanne, Paris: L'Âge d'homme, coll. « Cahiers Pierre Emmanuel » nº 2, 2005. ISBN 2-8251-1921-0.

### Prose
- 1950: The Universal Singular: The Autobiography of Pierre Emmanuel (trans. Erik de Mauny), Grey Walls Press: London.
- 1967: Le monde est intérieur[3]

## Interviste
- « Les dernières interrogations de Pierre Emmanuel » L'ultima intervista di Emmanuel condotta da Damian Pettigrew, Pubblicato in Le Monde, 7 ottobre 1984